# Lansdell Christie
Lansdell K Christie (New York, 20 novembre 1903 – New York, 16 novembre 1965) è stato un imprenditore, filantropo e collezionista statunitense.

## Biografia
Sposato con Helen L. Grauwiller Christie, nel 1945 ottenne una concessione per lo sfruttamento minerario delle ricche Colline Bomi in Liberia.